# صنایع زامل
صنایع زامل (عربی: شركة الزامل للاستثمار الصناعي) شرکت ساخت‌وساز عربستانی است، که در سال ۱۹۹۸ تأسیس شد.